# The Perfect Couple
The Perfect Couple är en kommande amerikansk kriminal- och dramaserie. Serien har en planerad premiär under 2024 på strömningstjänsten Netflix. Serien som består av sex avsnitt är baserad på Elin Hilderbrands roman med samma namn.

## Handling
Serien kretsar kring Amelia Sacks som är på väg att gifta sig med den perfekta mannen som också råkar vara den rikaste mannen i Nantucket. När en kvinna hittas död i vattnet på bröllopsdagen blir alla inbjudna misstänkta.

## Rollista (i urval)
- Nicole Kidman - Greer Garrison Winbury
- Liev Schreiber - Tag Winbury
- Dakota Fanning - Abby Winbury
- Eve Hewson - Amelia Sacks
- Billy Howle - Benji Winbury
- Meghann Fahy - Merritt Monaco
- Ishaan Khattar - Shooter Dival
- Jack Reynor - Thomas Winbury
- Sam Nivola - Will Winbury
- Mia Isaac - Chloe Carter
- Donna Lynne Champlin - Nikki Henry
- Isabelle Adjani - Isabel Nallet
- Omar Epps - Dan Carter
- Nick Searcy - Deputy Carl